# تیم ملی فوتبال سورینام
تیم ملی فوتبال سورینام نمایندهٔ کشور سورینام در مسابقات بین‌المللی است که زیر نظر فدراسیون فوتبال سورینام فعالیت می‌کند.
اولین بازی رسمی این تیم در تاریخ ۲۸ ژانویه ۱۹۲۱ میلادی در برابر تیم ملی فوتبال گویان برگزار شده‌است.